# Уилсон, Дэвид (футбольный тренер)
Дэвид Джеймс Уилсон (англ. David James Wilson; 22 февраля 1974, Килуиннинг, Шотландия) — шотландский футболист и тренер.

## Карьера
В качестве футболиста выступал в шотландских и английских любительских лигах. Параллельно служил в британском военно-морском флоте в качестве офицера по реабилитации после ранений. В 2008 году его отправили в Гибралтар, где Уилсон участвовал в матчах Королевской военно-морской футбольной ассоциации. Также он предлагал себя местным клубам в качестве тренера по физподготовке. После знакомства с наставником сборной Гибралтара Алленом Булой, в апреле 2013 года шотландец приступил к работе в национальной команде. Поначалу он занимался физической подготовкой и восстановлением футболистов, но затем главный тренер, увидев в Уилсоне тренерские задатки, перевел его в первый ассистенты. В ноябре находился на скамейке гибралтарцев рядом с Булой во время первого официального матча сборной против Словакии, завершившегося вничью. 2 марта 2015 года Була был отправлен в отставку и Уилсон некоторое время исполнял обязанности наставника национальной команды. В этом качестве он готовил игроков к гостевой игре против родной ему Шотландии в рамках отборочного турнира к ЧЕ-2016.
Имеет тренерскую лицензию категории «А» УЕФА.

## Достижения

### Футболиста
- Победитель Второго дивизиона Гибралтара (1): 2018/19.
- Обладатель Кубка Второго дивизиона Гибралтара (1): 2019.

### Тренера
- Обладатель Кубка Футбольной ассоциации Гибралтара (1): 2021/22.
- Финалист Кубка Гибралтара (1): 2024/25.
- Победитель Второго дивизиона Гибралтара (1): 2018/19.
- Обладатель Кубка Второго дивизиона Гибралтара (1): 2019.